# Aleoetenstern
De Aleoetenstern (Onychoprion aleuticus; synoniem: Sterna aleutica) is een zeevogel uit de familie Laridae (meeuwen) en de geslachtengroep sterns (Sternini). 

## Verspreiding en leefgebied
Deze soort komt voor aan de noordelijke kusten van Alaska en Siberië en overwintert in Singapore en Indonesië.

## Status
De grootte van de populatie is in 2015 geschat op 31 duizend volwassen vogels. Op de Rode lijst van de IUCN heeft deze soort de status kwetsbaar.